# إبراهيم الشطي
إبراهيم محمد الشطي (1932 - 11 سبتمبر 2018) أديب كويتي، كان وكيل الديوان الأميري الكويتي بمرتبة وزير.

## المولد والتعليم
ولد إبراهيم الشطي في عام 1932، وحصل على بكالوريوس في الآداب من جامعة القاهرة عام 1954 التحق بعدها بسلك التعليم، حيث عمل مُدرّسًا بثانوية الشويخ من 1954 إلى 1956، ثم ذهب للدراسة في بريطانيا منتصف 1956 وحصل على ماجستير في الدراسات الاقتصادية من جامعة دورهام البريطانية عام 1958.

## العمل
عمل مديراً للإدارة السياسية في وزارة الخارجية الكويتية عام 1954، وأصبح مشرفًا للبعثات في لندن أواخر 1958 إلى أواخر 1960.
التحق بالديوان الأميري عام 1967 بناءً على طلب من الشيخ صباح السالم الصباح ليكون مديرًا لمكتبه، وعمل مديرًا لمكتب الأمير الشيخ جابر الأحمد الجابر الصباح من عام 1967 حتى 2006.

## مناصب وعضويات
شغل عدة مناصب وعضويات، منها: عضو مجلس إدارة مؤسسة الخطوط الجوية الكويتية من 1983 إلى 1989، وعضو المجلس الوطني للثقافة والفنون والآداب من أواخر السبعينات إلى أواخر الثمانينات، وعضو مجلس جامعة الكويت من 1969 إلى 1979. كما تولى منصب رئيس الجمعية الجغرافية الكويتية منذ العام 1972 مؤسس ورئيس مجلس إدارة جمعية الخالدية التعاونية من 1968 إلى 1972، كما أسس ورأس اتحاد الجمعيات التعاونية عام 1971، كما ترأس مجلس إدارة شركة الكيماويات البترولية من 1962 إلى 1972، وأصبح وكيلًا مساعدًا للإذاعة والتلفزيون والصحافة والنشر بوزارة الإرشاد والأنباء (وزارة الإعلام حاليًّا) في عام 1961 والتحق بإدارة المطبوعات والنشر في بداية عام 1961.

## جوائز
حاز جائزة الدولة التقديرية عام 2014 في مجال الخدمات الثقافية.